# Norberto Espada
Norberto Espada (Rosario, Santa Fe, 27 de noviembre de 1949) es un exfutbolista argentino que jugaba como delantero.

## Trayectoria

### Arsenal
Espada debutó en Arsenal en el año 1968. Jugó en el equipo de Sarandí hasta 1970.

### Atlético Tucumán
En el año 1971 se mudó a San Miguel de Tucumán, para sumarse a Atlético Tucumán. Espada jugó en el decano una temporada.

### Quilmes
Regresó a Buenos Aires en 1972 y se sumó a Quilmes. En el cervecero disputó solamente una temporada.

### Cipolletti
En 1973 se trasladó a Río Negro, para jugar en Cipolletti. En su primer año obtuvo la histórica clasificación del albinegro al Campeonato Nacional. Con la institución de Cipolletti también jugó los Campeonatos Nacionales de 1975 y 1977.

## Clubes
| Club             | País      |
| ---------------- | --------- |
| Arsenal          | Argentina |
| Atlético Tucumán | Argentina |
| Quilmes          | Argentina |
| Cipolletti       | Argentina |